# Тиндареј
Тиндареј, (грч. Τυνδάρεος, лат. Tyndareus) је спартански краљ, син краља Перијера и његове жене Горгофоне, кћерке Персеја.

## Митологија
Тиндареј је младост провео на двору етолског краља Тестије, који му је пружио уточиште када је брат Тиндареја, Хипоконт прогнао из Спарте. Тиндареј се оженио са Ледом кћерком краља Тестија, а када му је брат Хипоконт погинуо у двобоју са Хераклом, он се, заједно са женом Леду вратио у Спарту и преузео власт.
Тиндареј није заборавио доброчинство које је њему учињено, када је био изганик из Спарте, те је и он пружио заштиту и уточиште синовима микенског краља Атреја - Менелају и Агамемнону, који су морали потражити спас од свога стрица Тијеста.

## О Тиндареју
Тиндареј је ушао у митове пре свега захваљујући својим потомцима - синовима Кастору и Полидеуку и кћеркама Хеленом и Клитемнестром. 
Његова деца су била само Кастор и Клитемнестра, а Полидеук и Хелена су била деца бога Зевса, који је, претворен у лабуда, обљубио Ледом док је она спавала.
Кастор и Полидеук су постали славни јунаци познати и као Диоскури, Клитемнестра се удала за Агамемнона, који поново постао краљ Микене, а Хелена је постала жена Менелаја, који је после Тиндареја наследио престо Спарте.